# Don Quichotte (Strauss)
Pour les articles homonymes, voir Don Quichotte (homonymie).

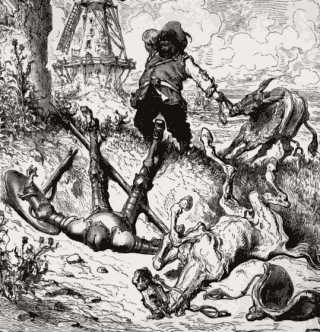
Une illustration du personnage de Don Quichotte par Gustave Doré

Don Quixote (Don Quichotte), op. 35 est un long poème symphonique de Richard Strauss, pour violoncelle, alto et grand orchestre, composé à Munich en 1897 et créé avec l'Orchestre du Gürzenich à Cologne le 8 mars 1898.
L'œuvre est inspirée du Don Quichotte de Miguel de Cervantes, et porte d'ailleurs le sous-titre de « Variations fantastiques sur un thème à caractère chevaleresque ».
Le violoncelle incarne le personnage de Don Quichotte, tandis que la clarinette basse, le tuba et l'alto jouent le motif bucolique et malicieux qui caractérise son fidèle serviteur, Sancho Panza. La plupart des aventures du chevalier sont décrites : le combat contre le troupeau de moutons, les moulins à vent ou le vol dans les airs. Mais surtout, Strauss s'est dépeint lui-même dans cette œuvre, à travers le caractère et le combat désespéré du chevalier ; on retrouvera d'ailleurs certains de ses thèmes dans Une vie de héros.

## Variations
1. Introduction : Mäßiges Zeitmaß (Don Quichotte perd la raison à la lecture des romans de chevalerie)
2. Thema : mäßig (Présentation des personnages : Don Quichotte et Sancho Panza)
3. Variation I : Gemächlich (L'aventure avec les moulins à vent)
4. Variation II : Kriegerisch (La bataille contre les moutons)
5. Variation III : Mäßiges Zeitmaß (Conversation entre le chevalier et l'écuyer)
6. Variation IV : Etwas breiter (L'aventure avec les pèlerins)
7. Variation V : Sehr langsam (La veillée d'armes)
8. Variation VI : Schnell (Rencontre avec Dulcinée)
9. Variation VII : Ein wenig ruhiger als vohrer (La chevauchée dans les airs)
10. Variation VIII : Gemächlich (Le voyage dans le bateau enchanté)
11. Variation IX : Schnell und stürmisch (Le combat contre les deux sorciers)
12. Variation X : Viel breiter (Le duel contre le chevalier)
13. Finale : Sehr ruhig (La mort de Don Quichotte)

## Discographie sélective
- Enrico Mainardi et Richard Strauss avec l'Orchestre de l'Opéra de Berlin
- Emanuel Feuermann et Eugene Ormandy avec l'Orchestre de Philadelphie
- Pierre Fournier et Clemens Krauss avec l'Orchestre philharmonique de Vienne
- Pierre Fournier et Herbert von Karajan avec l'Orchestre Philharmonique de Berlin
- Steven Isserlis et Edo de Waart avec l'Orchestre du Minnesota
- Frank Miller et Arturo Toscanini avec l'Orchestre Symphonique de la N.B.C.
- Gregor Piatigorsky et Charles Munch avec l'Orchestre Symphonique de Boston
- Mstislav Rostropovitch et Herbert von Karajan avec l' Orchestre Philharmonique de Berlin
- Paul Tortelier et Rudolf Kempe avec la Staatskapelle de Dresde
- Thomas Grossenbacher et David Zinman avec l'Orchestre de la Tonhalle de Zurich
- Jean-Guihen Queyras et François-Xavier Roth, avec l'Gürzenich-Orchester Kölner Philharmoniker - Harmonia Mundi, 2021